# Watersnoodmonument Kruisdorp
Het watersnoodmonument in Kruisdorp is een gedenkteken dat werd onthuld op 31 januari 2003, precies vijftig jaar na de Watersnoodramp van 1953.
Het kunstwerk staat nabij de zeedijk aan de Westerschelde en is gemaakt door kunstenaar Ronny Ivens uit Hulst. Het monument bestaat uit 8 pilaren waarop de namen van de slachtoffers uit de toenmalige gemeente Hontenisse zijn vermeld, alsook een gedicht van Chris Ferket. Het monument is in 2020 gerenoveerd nadat de teksten door verwering slecht leesbaar waren geworden.